# Curreya austroafricana
Curreya austroafricana är en svampart som beskrevs av Marinc., M.J. Wingf. & Crous 2008. Curreya austroafricana ingår i släktet Curreya och familjen Cucurbitariaceae.   Inga underarter finns listade i Catalogue of Life.